# Martin Kuciak
Martin Kuciak (* 15. březen 1982 Žilina) je bývalý slovenský fotbalový brankář, který ukončil kariéru v roce 2022. Mimo Slovensko působil na klubové úrovni v Česku. Jeho bratrem je Dušan Kuciak, rovněž fotbalový brankář. K roku 2024 pracuje jako asistent trenéra v jeho mateřském klubu MŠK Žilina.

## Fotbalová kariéra
Svoji fotbalovou kariéru začal v MŠK Žilina, odkud později zamířil do MŠK Kysucké Nové Mesto. V roce 2005 odešel do FC Rimavská Sobota.

### FC ViOn Zlaté Moravce
V zimním přestupovém období ročníku 2009/10 se stal hráčem FC ViOn Zlaté Moravce, v němž se stal oporou a vykonával pozici prvního brankáře. Od roku 2010 nevynechal jediný ligový zápas. Po sezoně 2013/14 v klubu skončil. Celkem za tým odehrál 132 zápasů.

### FC Hradec Králové
V létě 2014 odešel do českého klubu FC Hradec Králové, který se stal jeho prvním zahraničním angažmá. V 1. české lize debutoval 4. října 2014 proti 1. FK Příbram (porážka 0:1). V sezoně 2014/15 klub sestoupil do 2. české fotbalové ligy a hráč mužstvo opustil. Za tým nastoupil celkem k 5 ligovým utkáním.

### FO ŽP ŠPORT Podbrezová
V červnu 2015 podepsal smlouvu se slovenským prvoligovým týmem FO ŽP ŠPORT Podbrezová.